# Amar sin ser amada
Az Amar sin ser amada (jelentése spanyolul: ’Szeretni anélkül, hogy viszontszeretnének’)  Thalía mexikói énekesnő El sexto sentido című stúdióalbumának első kislemeze. A dalt az énekesnő a 2005. április 28-án tartott Latin Zenei Billboard-díjak díjkiosztó gáláján mutatta be. Szerzői a kolumbiai Estéfano és Julio Reyes, az angol változat szövegét Thalía írta.
A dal a 2. helyig jutott a Billboard Top Latin Songs slágerlistán, 7. lett a Latin Pop Songs listán, és 8. a Latin Tropical Airplay listán.
A kislemez borítóján Thalía egy szál világos selyemlepedőben fekszik, amely éppen csak eltakarja az intim részeket. A képet több magyar rajongó bírálta, mert szerintük nagyon hasonlít Natalia Oreiro egyik albumának borítóképére.

## A dalról
Az Amar sin ser amada, amelyet a rajongók csak ASSA-ként emlegetnek, az El sexto sentido című nagylemez bemutató kislemeze, címe spanyolul annyit tesz: „Szeretni anélkül, hogy viszontszeretnének”. Egy lendületes, rockos tangó, boleró- és balladaelemekkel, amelyben az harmonika, az elektromos gitár, valamint az 1970-es éveket idéző vonószenekari kíséret szólal meg.
Az ASSA himnusz minden olyan nőnek, aki csalódások sorát élte már meg. Én már szerettem, és megbántották a szívemet, nem csak a szerelmem, hanem olyan barátok és hozzám közelállók is, akik bizonyos értelemben csak lépcsőként használtak, hogy még előrébb jussanak. A dalt saját magamnak éneklem, és mindazoknak, akik képesek a gödörből több erővel felemelkedni, mint amennyi volt azelőtt.

### Témája
Tartalmilag a dal egy szerelmi csalódások során keresztülment nő történetét meséli el, akinek egyik énje bátorítja a másikat, hogy most már túl kell esni a megrázkódtatásokon, levonni a tanulságokat és újrakezdeni. A nagy sikerű kislemez érdekessége, hogy a producer, Estéfano már a teljes album befejezése után ötölte ki és írta meg a dalt, amely eredetileg nem volt az albumra tervezve.

### A videóklip
A dal videóklipje, Thalía öltözete és hajviselete az 1970-es évek Elvises hangulatát idézi. A forgatás egy New York-i stúdióban történt, a rendező Jeb Brien. A színvilág, a díszlet és a helyszín viszonylag egyszerű. Jellegzetes elemei a régi típusú vörös Chevrolet Corvette, valamint a 60-as–70-es években használt mikrofon. A klip érdekessége, hogy a fehér háttérben a dalszöveg sorai olvashatóak fekete betűkkel.

### Az angol nyelvű változat
A dal angol nyelvű változatban is elkészült You Know He Never Loved You („Tudod, hogy sosem szeretett”) címen. Videóklipje – a szöveg és a feliratok kivételével – azonos az eredeti (spanyol) változatéval. Az angol nyelvű fordítást Thalía készítette Shep Gordon és Alexandra Taveras segítségével, amelyhez egy érdekesség is kapcsolódik:
Az ASSA angol nyelvű változatát az autómban írtam egy verőfényes napon New York peremén, 30 perc alatt, egy bevásárlóközpont papírszatyorjára.

## Hangszerelés és zenészek
- Akusztikus és elektromos gitárok: José Luis Pagán
- Bandoneón: Walter Ríos «El Maestro»
- Basszusgitár: Guillermo Vadala
- Dobok és ütőhangszerek: Hernán Marchesi
- Vonósok: The Argentinian Ensemble – vezényel Gerardo Gardelín
- Háttérvokálok: José Luis Pagán, Vicky Echeverri és – az angol változatban – Alexandra Taveras